# Barclay (Maryland)
Barclay è un comune degli Stati Uniti d'America, situato nello stato del Maryland, nella contea di Queen Anne's.